# Fusine in Valromana
Fusine in Valromana (deutsch Weißenfels, slowenisch Bela Peč oder Fužine) ist eine Fraktion der Gemeinde Tarvis im Kanaltal in Italien. Sie war bis zum 26. Oktober 1918 eine politische Gemeinde im Herzogtum Krain und gehörte nach einem Tausch gegen die Gemeinde Seeland bis September 1919 zu Kärnten.

## Ursprung des Namens
Der deutsche Ortsname Weißenfels leitet sich von der über dem Weißenbach (heute: Rio Bianco) angelegten Burg Weißenfels ab.
Der ursprüngliche aus dem Deutschen stammende slowenische Name des Ortes lautete Bajsenfeljž. Im Schriftslowenischen wurde dieser Name zu Bela Peč, einer mechanischen Übersetzung des deutschen Ortsnamens. Daneben existiert auch die Bezeichnung Fužine, eine aus dem Furlanischen stammende Bezeichnung für die hier seit dem 15. Jahrhundert nachgewiesene Eisenverarbeitung.
Nachdem Weißenfels 1919 an Italien gefallen war, wurde der Ortsname zunächst in Roccalba geändert, einer wörtlichen Übersetzung des deutschen Ortsnamens. Bei dem heutigen italienischen Namen Fusine griff man auf das furlanische Idiom zurück, fügte aber noch die Ortsbezeichnung in Valromana hinzu, die topographisch nicht korrekt ist. Das Römertal (Valromana) befindet sich tatsächlich etwa zwei Gehstunden vom Ort Weißenfels entfernt.

## Geschichte und Ökonomie

### Schmieden, Gewerke und Eisenindustrie

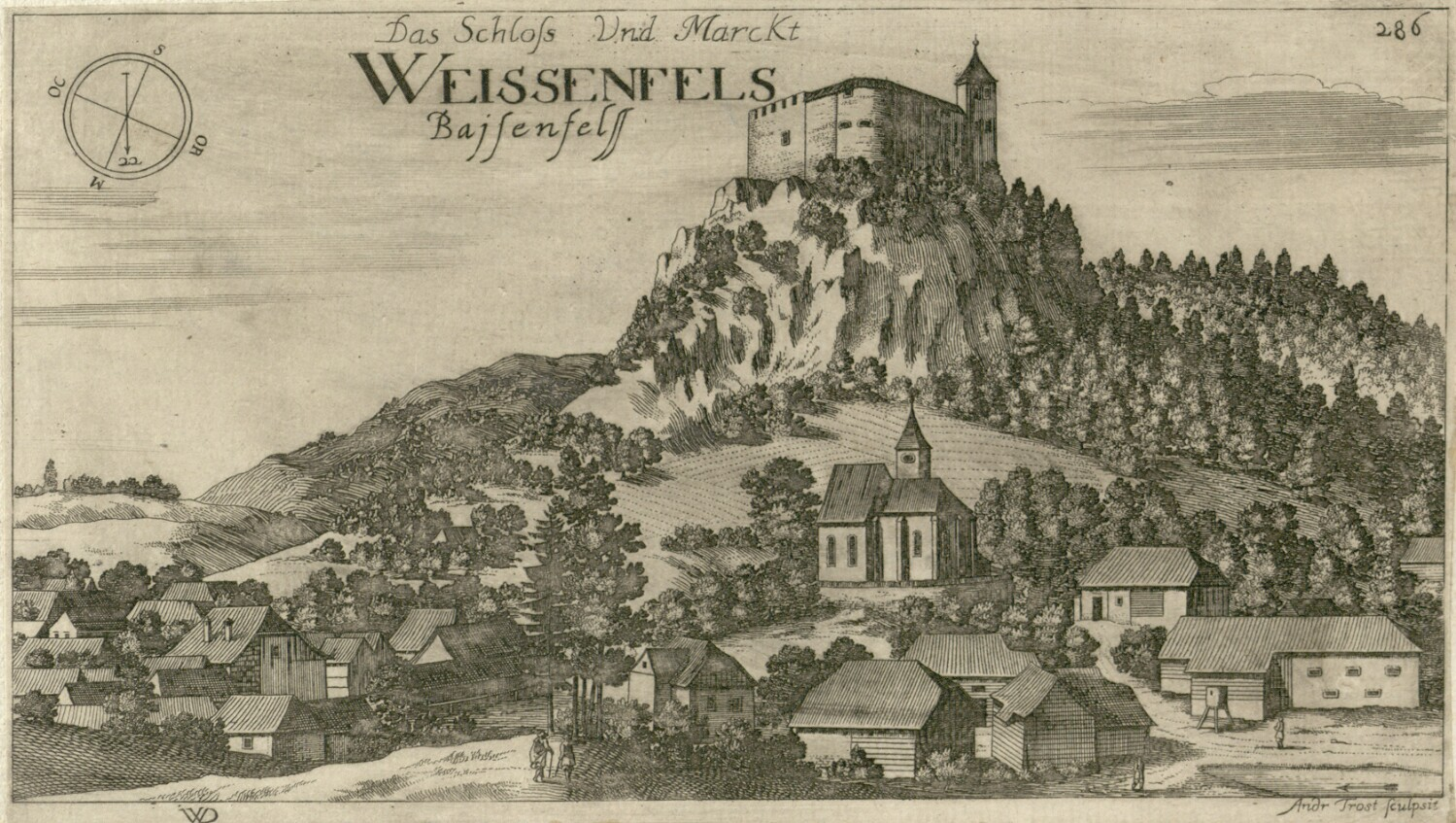
Johann Weichard von Valvasor: Ansicht von Weißenfels um 1679

Im Jahr 1404 gab Graf Friedrich von Ortenburg Bartolomäus Consuran das Recht, dort eine Schmiede in der Nähe der Kapelle des Hlg. Leonhards zu errichten. Das war der Beginn der Eisenindustrie von Weißenfels (Fusine in Valromana).
Nachdem das Herrschaftsgebiet in die Hände der Grafen Cilli gekommen war, erfolgt im Jahre 1431 auf dem Berg, der heute „Castello“ genannt wird und wo noch die Ruinen zu sehen sind, der Bau der Burg Weißenfels, dank des Grafen Friedrich II. Aber im Jahre 1456 wird das Herrschaftsgebiet wegen des Aussterbens der Grafen Cilli Eigentum der Habsburger, welche es bis 1636 durch einen Verwalter und danach durch Ministeriale führen lassen. Etwa um diese Zeit gab es schon mehrere Schmieden am Weißenbach.
Ab 1540 wirkte die Familie Caspar als Eigentümerin von Fusine, auf sie folgte die Familien Cavallar und Rechbach.
Die Familien Cavallar und Rechbach arbeiten in Weissenfels über ein Jahrhundert lang, 1716 am Bau der Burg Stückl – welche in einem Brand 1961 zerstört wurde – und der Errichtung, vielleicht schon vorher, der kleinen heute noch bestehenden Burg, die man auf der rechten Seite von Tarvis kommend sieht. Diese Familien herrschten bis 1775.
1862 erzeugte die Firma Göppinger & Co mit einem deutschen Patent Stahlketten ohne Schweißstellen und auch andere Eisenwaren und wurde als Industrieunternehmen damals ein „Global Player“. Das Unternehmen wurde nach dem Ersten Weltkrieg vom Piemontesen Dr. Segri übernommen, der dort 1925 300 Arbeiter beschäftigte. 1976 erreichte das Unternehmen eine Spitze von 600 Beschäftigten. 1995 beschäftigte das Unternehmen rund 300 Leute.
Im Jahr 1900 bestand die Gemeinde Weißenfels aus den vier Ortsteilen Aichelten, Hinterschloß, Nesselthal und Weißenfels und hatte 714 Einwohner. Davon waren 618 deutsch- (87 %) und 55 slowenischsprachig (8 %).
Im Herbst 1918, kurz vor Ende des Ersten Weltkriegs, wurde die deutschsprachige Gemeinde Weißenfels inklusive Teile der slowenischsprachigen Gemeinde Ratschach auf Höhe des Weißenfelser Sattels, der Wasserscheide zwischen den Kronländern Kärnten und Krain, gegen die slowenischsprachige Gemeinde Seeland getauscht. Weißenfels gehörte von da an zu Kärnten, musste dann allerdings bereits im September 1919 durch den Vertrag von St. Germain an Italien abgetreten werden.
Ab 1999 vereinte die „Pewag Weißenfels International GmbH“ drei Marken unter einem Dach: Die ehemaligen Konkurrenten Pewag, Weissenfels und KWB (Kettenwerk Brückl) hatten sich zu einer Firmengruppe zusammengeschlossen.

### Uralte Servitutsrechte

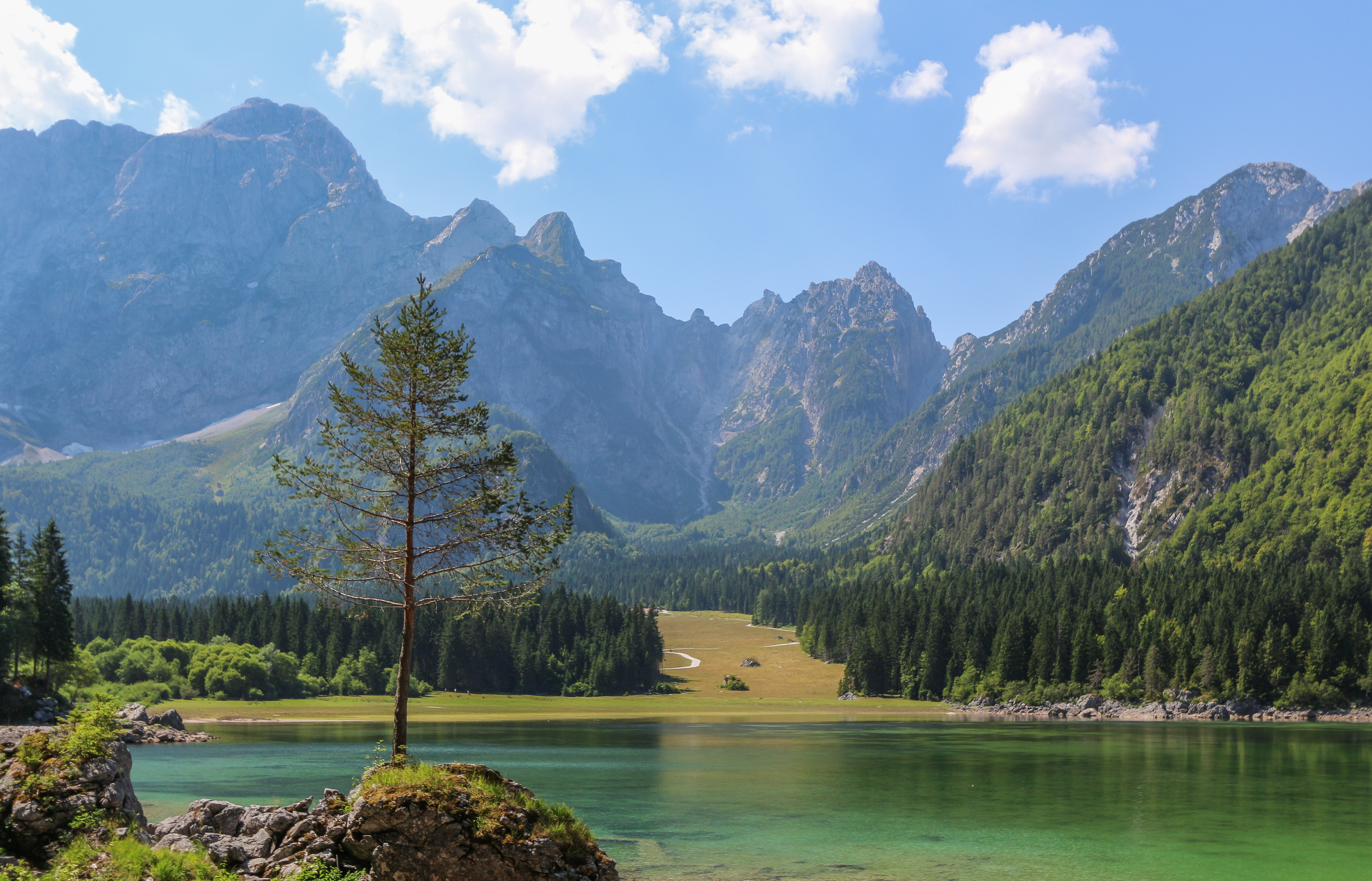
Lago di Fusine superiore (Oberer Weißenfelsersee) mit Blick auf die Alm

Servitutsrechte in den großen Waldungen von Tarvis sowie einiger Almen mit Weiderechten in Fusine in Valromana, vor allem der südlich gelegene Talkessel mit den beiden Seen, die auf die Bamberger Herrschaft (Erzbistum Bamberg) zurückgehen, ermöglichen durch den Verkauf der jährlich oder dauerhaft zugeteilten Menge sowie der Verpachtung der Almen ein zusätzliches Einkommen für die alteingesessenen Gemeindebewohner (Gemeinderschaft).

## Natur

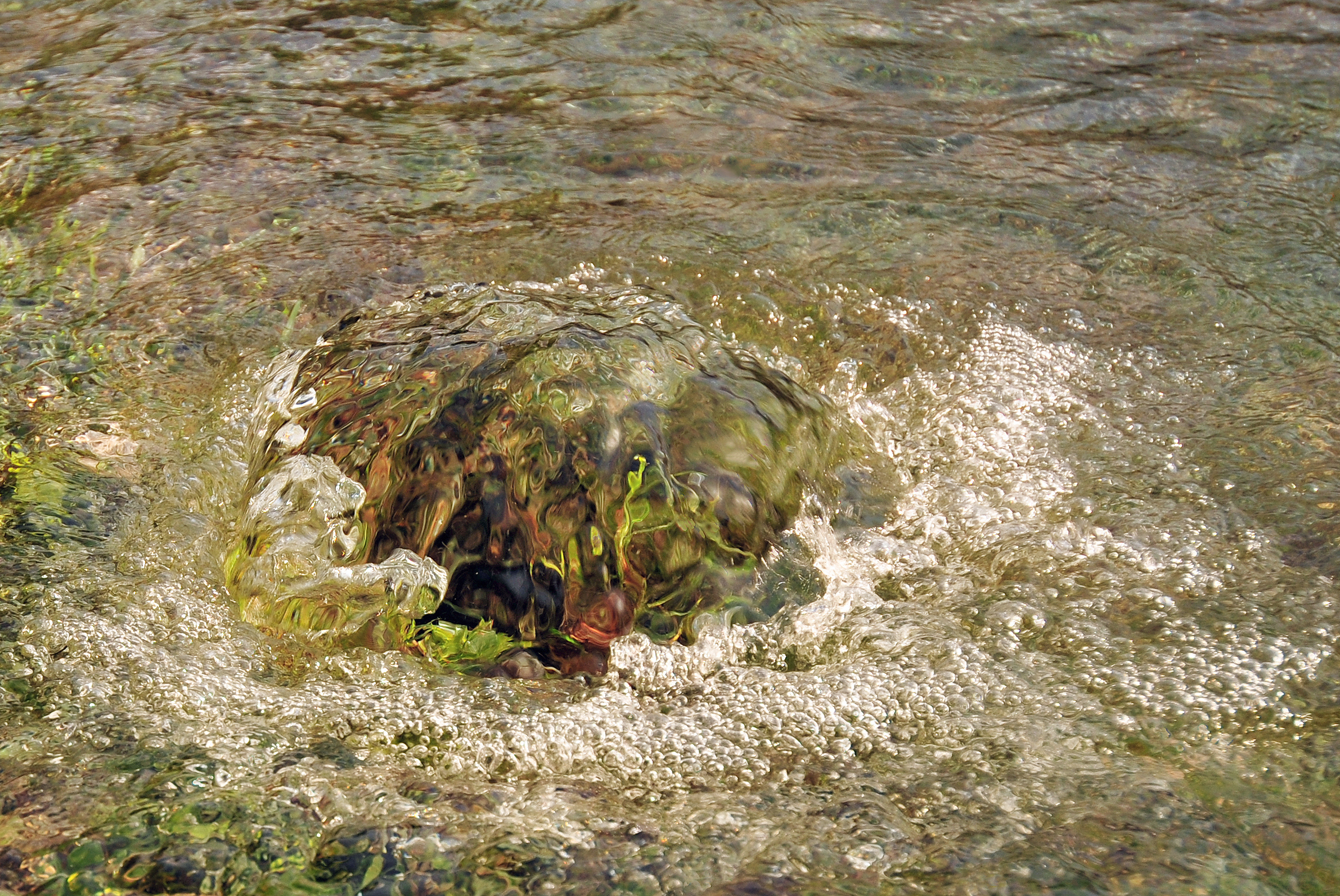
Artesische Quelle im Lago di Fusine superiore

Die zwei Laghi di Fusine (Weißenfelser Seen; Belopeški, Mangartški, Fužinski oder Klanški jezeri) unter der Nordwand des 2677 m hohen Mangart ziehen unzählige Touristen an, und die Bergwelt der Julischen Alpen rund um die Weißenfelser Seen ist ein beliebtes Ziel für Bergsteiger und Trekker. Der obere See hat eine variable Fläche von 9 ha, der untere eine künstlich konstant gehaltene von 13,5 ha. Vom oberen See, einem Grundwassersee mit artesischen Quellen, besteht eine unterirdische Verbindung zum unteren See. Der unmittelbare Bereich um beide Seen sowie ebendiese sind als 45 ha großer Naturpark Parco naturale dei Laghi di Fusine landschaftlich geschützt. Oberhalb des Sees befinden sich die Almen der Weißenfelser Gemeinderschaft. Die Gesamtfläche der Weidegenossenschaft umfasst den gesamten Talkessel mit ca. 180 ha Almfläche und 200 ha Wald.

## Persönlichkeiten
- Joseph von Cavallar (1739–1812), altösterreichischer Feldmarschallleutnant